# Amanitaceae
Amanitaceae là một họ nấm trong bộ Agaricales. Bộ này gốm chủ yếu là chi Amanita, nhưng cũng bao gồm các chi Torrendia, Catatrama và Limacella.

## Một vài loài trong Amanitaceae
- Amanita caesarea, Caesar's mushroom
- Amanita muscaria, fly agaric
- Amanita rubescens, blusher
- Amanita pantherina, panther cap
- Amanita phalloides, death cap.
- Amanita velosa, orange spring amanita.
- Amanita virosa, destroying angel
- Limacella solidipes, ringed limacella